# João Bartolomeu
Pour les articles homonymes, voir Bartolomeu.
João Alberto Amado Bartolomeu (né le 21 janvier 1946 à Leiria) est un entrepreneur et un dirigeant portugais de club de football. 

## Biographie
João Alberto Amado Bartolomeu est élu président du club de football de l'União Desportiva de Leiria le 13 janvier 2000. Son activité dans la vie est entrepreneur. 

## Problèmes juridiques
João Alberto Amado Bartolomeu a été impliqué dans une affaire de fraude fiscale et d'abus de confiance. 